# De Zwarte Voeten

De Zwarte Voeten is het elfde stripverhaal van Nero. De eerste negen klassieke avonturen verschenen onder de titel De avonturen van detective Van Zwam. Dit album is het tweede en tevens laatste dat verscheen onder de naam  De avonturen van Nero en zijn hoed. De reeks wordt getekend door striptekenaar Marc Sleen. Het Volk publiceerde voorpublicaties tussen 27 januari 1951 en 2 juni 1951.

## Hoofdrollen
- Nero
- Detective Van Zwam
- Jan Spier
- Madam Pheip
- Meneer Pheip
- Petoetje
- De Zwarte Voeten (vreemde wezen van de planeet Pompelanioem)

## Plot
Nero wint na een kaartwedstrijd op café een gans (vooral door de goede kaarten uit zijn magische hoed te halen). Als hij 's nachts terugkeert naar huis botst hij tegen een vreemde figuur die twee hoofden heeft en een zwembroek draagt. De gans ontsnapt, maar Nero krijgt ze weer te pakken nadat hij bijna een agent wurgde door een verkeerd terechtgekomen lasso. Als hij thuiskomt blijkt zijn huisbaas net vertrokken met klachten over achterstallige huishuur. De huisbaas luistert het gesprek tussen Nero en Madam Nero over de gans af en denkt dat Nero zijn hoofd wil afhakken. Zo ontstaat een groot misverstand waarbij Nero alle politieagenten achter zich aankrijgt. Madam Pheip en Petoetje helpen Nero ontsnappen door hem in een rioolputje te verstoppen. Daar verdwijnt hij echter op geheimzinnige wijze, waarop Madam Pheip en Petoetje Detective Van Zwam inschakelen. Van Zwam ontdekt dat Nero in een geheime deuropening is terechtgekomen. Daar wordt Nero met chloroform bedwelmd door de vreemde figuur die hij in het begin van het verhaal tegen het lijf liep. Hij sleept Nero mee naar de Noord-Zuidverbinding. Het wezen blijkt op zoek te zijn naar een lever van een Brusselaar, maar Nero vertelt dat hij niet uit Brussel komt. Hierop rent het wezen weg, een reeks zwarte voetsporen achter zich nalatend. Nero zet de achtervolging in, maar belandt per ongeluk in een bak cement. Van Zwam, Petoetje en Madam Pheip vinden hem terug, bevrijden hem uit de cementbak en besluiten op zoek te gaan naar de wezens. Ze besluiten Jef Pedal en Jan Spier erbij te halen, maar die hebben allebei griep. Toch besluit Jan Spier op te dagen en hen te helpen.
Allen doorzoeken ze Brussel en Nero vindt dankzij zijn magische hoed een van de wezens terug op de Vlooienmarkt. Het wezen huilt omdat het geen "echte Brusselaar" kan vinden en Nero besluit hem in een café dronken te voeren om hem aan de praat te krijgen. Het wezen vertelt hem dat hij een "Zwartvoeter" is, afkomstig van de planeet Pompelanioem. Samen met 6 anderen doorzoeken ze 7 Vlaamse steden op zoek naar levers, gezien die op hun planeet niet bestaan: Brussel, Veurne (zoute levers), Ieper (cognaclevers), Aalst (droge levers), Moerbeke (blauwe levers "met een suikersmaakske"), Turnhout (zandlevers) en Zichen-Zussen-Bolder (zwarte of steenkoollevers). Nero besluit het wezen in het café te laten drinken en trommelt zijn vrienden op om naar al deze steden heen te rijden. In Veurne ontdekt Petoetje de tweede Zwartvoeter en sluit hem na een gevecht op in een ton. Madam Pheip, die op Petoetje wacht, begint te roepen om hem terug te vinden, maar krijgt het aan de stok met een agent die haar wil oppakken wegens nachtlawaai. In Ieper wordt Van Zwam neergeslagen door een groepje ongure kerels, Nero struikelt over een kist cognac die hij leegdrinkt en Jan Spier ontdekt op het Belfort de derde Zwartvoeter. Het wezen verschuilt zich in de klok die door Jan Spiers niesbui aan het luiden slaat en de Zwartvoeter dus uitschakelt. Jan Spier brengt hem naar het bureau voor gevonden voorwerpen, terwijl Madam Pheip opnieuw ruziet met de agent die haar in Veurne al achtervolgde. Ze verslaat hem en Nero en co reizen verder naar Aalst, waar ze de agent achter zich aan krijgen en ook Nero's hoed langs de weg blijkt te liften. De agent wordt onderweg echter door twee zwaantjes tegengehouden en krijgt motorpech.
In Aalst ontdekken ze in de vierde Zwartvoeter in de kelder van een wapensmokkelaar. Ze worden allemaal aan een kruitvat vastgebonden waaraan een lont wordt aangestoken. Nero, die nog steeds dronken is, helpt de Zwartvoeter hierbij en wordt vervolgens door hem afgevoerd voor een leveroperatie. Van Zwam, Jan Spier, Madam Pheip, Van Zwam en de huisbewoner hopen tevergeefs gered te worden door achtereenvolgens Jan Spier (te ziek), de agent (wil zich wreken op Madam Pheip) en Nero's hoed (gaat verder op zoek naar Nero). De windvlagen die de open- en dichtgaande deur verspreidt zorgen er echter voor dat Jan Spier de lont uitniest. Nero komt weer binnen met het bericht dat zijn hoed het de Zwartvoeter heeft uitgeschakeld. Nero laat de huisbewoner het wezen in de "Denjer" gooien en ze vervolgen hun reis naar Moerbeke. Wanneer Nero hun motor tegen een vrachtwagen aanrijdt moeten ze een nieuw vervoermiddel kopen. Nero koopt bij een oplichter een auto die slecht start, maar weet het ding op miraculeuze wijze te repareren door alle onderdelen eruit te halen en vervolgens met een schop er weer in te gooien. Na een nieuwe botsing waarbij Madam Pheip haar pijp inslikt, trekt ze zich een poosje kwaad terug, maar als ze verneemt dat het vijfde ruimtewezen in de suikerfabriek van Moerbeke is gesignaleerd trekt ze er met Nero en co heen. Daar komen ze in aanvaring met de directeur (Meneer Pheip) die kwaad is omdat ze in zijn siroopketel zijn geklauterd. Ook verzet hij zich tegen alle kleuren die niet dezelfde als zijn partijkleur zijn (blauw: liberaal). De vijfde Zwartvoeter snijdt Meneer Pheips lever eruit, waarop Nero en co maar besluiten naar Turnhout te gaan. Meneer Pheip wil mee uit wraak, maar Nero rijdt zijn Cadillac recht in een cafévenster. Achtervolgd door een woedende Pheip besluiten Nero en co per fiets verder te rijden en winnen er een kermiskoers mee!
In Turnhout ontdekt Nero dat de zesde Zwartvoeter zich op het standbeeld op het plein verschuilt en hakt met het zwaard van het beeld diens bovenste hoofd eraf. Nero's hoed bezorgt het afgehakte hoofd een nieuw lijf en Nero plakt het hoofd erop. De Zwartvoeter belooft niet meer op leverjacht te gaan. Meneer Pheip en de agent arriveren om Nero en co te arresteren, maar Van Zwam, Nero en Jan Spier rijden weg, terwijl Madam Pheip en Petoetje ter plekke blijven. In Genk (en niet Zichen-Zussen-Bolder, zoals in het begin van het album beweerd werd) belandt Van Zwam in een mijnschacht, waar het zevende en laatste ruimtewezen verblijft. Nero laat Jan Spier per touw in de schacht afdalen, maar laat hem per ongeluk schieten. Jan Spier smijt steenkolen naar boven omdat Van Zwam en het laatste wezen eronder bedolven liggen en een van deze kolen raakt Nero die het bewustzijn verliest. Een vrouw wier wasdraad vernield is schopt Nero de schacht in. In Turnhout wordt Petoetje opgepakt door de politie, waarna Madam Pheip begint te vechten om hem terug te krijgen. Meneer Pheip, die verliefd op haar is geworden, besluit de schade te betalen en de agent druipt af. Hij doet haar een huwelijksaanzoek waarover Madam Pheip even moet nadenken. Nero, Van Zwam en Jan Spier zijn inmiddels uit de mijnschacht gekropen. De zevende Zwartvoeter is dankbaar omdat zijn leven gered werd en besluit geen levers meer te zoeken. Nero herinnert zich plots dat de eerste Zwartvoeter in Brussel nog steeds op zijn kosten "pinten ligt te pakken". De eerste Zwartvoeter vertelt Nero dat hij terug naar zijn raket wit omdat hij anders zal smelten door de warme aardse temperatuur (de overige wezens zijn volgens hem inmiddels allemaal reeds gesmolten). Nero wordt per ongeluk mee de ruimte ingenomen naar Pompelanioem waar de bevolking hem op handen draagt omdat ze nog nooit iemand met slechts één hoofd gezien hebben. De leiders van de planeet vrezen Nero's invloed en trachten hem uit te schakelen via een verlammend spuitje, waarna hij tot een standbeeld wordt gekneed. Nero begint door het spuitje echter te zweven en belandt in het heelal. Op aarde ontdekt een astronoom Nero en denkt dat hij een nog niet ontdekte ster is. Van Zwam en Jan Spier gaan per stratosfeerballon de ruimte in omdat ze vermoeden dat de nieuw ontdekte ster Nero is en brengen hem weer naar aarde. Nero blijft echter gewichtloos en stijgt voortdurend de lucht in. Na verschillende dure doktersbezoeken wordt hen geadviseerd een reis te maken om Nero te genezen. Op weg naar de Antwerpse Zoo zien ze Madam Pheip net getrouwd is met Meneer Pheip. Nero gaat weer de lucht in, maar wordt door Madam Pheip nog net gered. Tijdens het huwelijksbanket krijgt Nero zijn hoed terug onder een stolp.

## De Zwarte Voeten
Bijna alle avonturen van Nero spelen zich op de aarde af. Met de Zwarte Voeten benadert Sleen het sciencefictiongegeven op een persoonlijke en originele manier. Aangezien van het feit dat Sleens aliens twee (of meerdere) hoofden hebben, zien ze er tamelijk menselijk uit. Ze dragen wel, als enig kledingstuk, een lachwekkende korte broek met rode strepen. Ze zien er niet bepaald monsterachtig uit, eerder slungelachtig met hun lange elastische neuzen en grote spitse oren. Omdat op hun planeet 86 graden onder nul is, zijn ze ook niet aangepast om lang op aarde te verblijven. Deze aliens willen echter niet de aarde veroveren, maar enkel een wetenschappelijke missie vervullen.

## De beste 10
Het Belang van Limburg en Gazet van Antwerpen brachten jaren later ook een unieke reeks uit over De beste 10 volgens Marc Sleen. Hij zette De Zwarte Voeten op de derde plaats als beste Nero-stripverhaal.

## Achtergronden bij het verhaal
- Dit is het laatste verhaal dat verscheen onder de titel De avonturen van Nero en zijn hoed.
- Dit is het eerste album waarin Nero op een andere planeet terechtkomt. Dit zou nog in een aantal albums gebeuren zoals: De Daverende Pitteleer (1959), De Ring van de Moefti (1972), De Planeet Egmont (1977) en De Kolokieten (1994). In albums als De Groene Chinees (1955), De Vleugeltjes van Xopotl (1976) en De Vierkante Mannen (1980) zouden Nero en co opnieuw bezocht worden door wezens van een andere planeet.
- In dit album maakt Meneer Pheip zijn debuut.
- De agent die Nero in strook 6-7 haast wurgt en in strook 11-12 achter zich aan krijgt is de Champetter uit Sleens andere stripreeks De Lustige Kapoentjes. In strook 200-202 verschijnt hij nog eens in beeld.
- In strook 8 omschrijft Nero voor het eerst zijn beroep als "dagbladverschijnsel".
- In strook 29 van dit album beweert Nero dat zijn moeder een Brusselse is en zijn vader een Pool. Gezien hij dronken is het onduidelijk of hij de waarheid vertelt?
- Een van de wezens beweert in strook 45 met een "V18" geland te zijn in het Terkamerenbos. Dit is een verwijzing naar de V1 en V2 raketten uit de Tweede Wereldoorlog
- In strook 56 wordt voor het eerst de West-Vlaamse uitdrukking "Tei Tit Tat Tut Ei" ("Het is tijd dat het gedaan is") gebruikt in de Nero-reeks. Sleen zou deze uitspraak nog geregeld laten terugkeren in Nero, onder meer in het album Iwan De Verschrikkelijke (1974).
- In strook 63-64 straft Madam Pheip voor het eerst Petoetje door hem over haar knie te leggen in wat uiteindelijk een uitermate zacht pak billenkoek blijkt te zijn. Dit werd later een running gag in de reeks.
- Van Zwam beweert in strook 65 zich "volledig gehandicapt" te voelen, alsof hij "Beringen is op 't plein van Anderlecht." Mogelijk een verwijzing naar de voetbalclub Beringen FC ?
- In strook 75 spelt Madam Pheip haar naam met de "e" van "Coppé". Dit is een verwijzing naar een vriend van Sleen, de politicus Albert Coppé.
- Een dronken Nero zingt in strook 80: "Van Zwam, Van Zwam, Van Zwam, zijn naam is klein. Zijn dade benne groot, zijn dadde benne groot." Een verwijzing naar het lied Piet Hein.
- Madam Pheip pikt een Val-Saint-Lambert mee in strook 106: een bekend Belgische vazenmerk.
- De vrouw die in strook 152-153 Nero in de mijnschacht schopt lijkt sterk op Madam Nero.
- In dit verhaal worden de Melkweg en de Grote Beer letterlijk voorgesteld als een reeks melkflessen en een grizzlybeer in het heelal. (strook 167-168).
- Nero belooft de Pompelaninanen in strook 177 de "compensatiekas en (...) vakantiegeld", beloften die verschillende syndicaten in de jaren 50 regelmatig hielden.
- De professor twijfelt in strook 183-184 of hij Nero een pose als Napoleon "of 'lijk Dolf" zou geven?
- Als Nero's standbeeld in strook 186 verdwijnt vraagt de professor: "Hoe kan een standbeeld nu verdwijnen? 't Is toch niet gestolen? Zijn de studenten er misschien mee gaan lopen misschien?" Een verwijzing naar de vele studentengrappen waarbij destijds onder meer Opsinjoorke en Manneken Pis werden gestolen.
- Van Zwam en Jan Spier lenen in strook 193 een stratosfeerballon bij "Piccard en De Meyter". Auguste Piccard (1884-1962) was een Zwitsers wetenschapper, beroemd om zijn stratosfeervluchten.
- In strook 208 vraagt Nero zich bij het zien van de Antwerpse Boerentoren af: "Oeioeioei, wie woont er hier? 24 verdiepingen! Dat moet een rijke zijn zeg!"
- De butler Jean in strook 215-216 is andermaal een karikatuur van Jan De Spot, hoofdredacteur van de krantengroep rond De Standaard en een vriend van Sleen.
- In het Vlaamse Man bijt hond-onderdeel De Lustige Lezers werd van 10 januari tot 18 februari 2008 dit album op televisie voorgelezen door Urbanus en Bruno Vanden Broecke. Wim Helsen verscheen ook even kort, maar werd door Vanden Broecke weggestuurd. Urbanus sprak de stem van onder andere Nero, Madam Nero, Van Zwam en Petoetje in, Vanden Broecke onder andere de huisbaas, Madam Nero, Madam Pheip en Jan Spier. Tijdens de laatste aflevering kwam Marc Sleen Vanden Broecke persoonlijk figuurlijk op de vingers tikken vanwege alle kritiek die hij op het album had geleverd, zoals het herhaaldelijk uiten van "Marc Hallucino-Sleen slaat weer toe!'.[1][2]